# Oligostachyum wuyishanicum
Oligostachyum wuyishanicum är en gräsart som beskrevs av S.S.You och Ke Fu Huang. Oligostachyum wuyishanicum ingår i släktet Oligostachyum och familjen gräs. Inga underarter finns listade i Catalogue of Life.